# Aitziber Juaristi
Aitziber Juaristi Caballero conosciuta come Tzibi (Bilbao, 28 maggio 1976) è un'ex calciatrice spagnola e basca, di ruolo difensore.

## Palmarès

### Competizioni nazionali
- Campionato spagnolo: 4

Athletic Bilbao: 2002-2003, 2003-2004, 2004-2005, 2006-2007